# Bruulbos
Het Bruulbos is een bos in de tot de Vlaams-Brabantse gemeente Bierbeek behorende plaats Lovenjoel.
Het 25 ha grote bos is deels nat valleibos en deels hellingbos. Het bos is rijk aan planten en paddenstoelen. Men vindt er onder meer: boshyacint, daslook, lelietje-van-dalen, daslook, gevlekte aronskelk en bittere veldkers. Van de paddenstoelen kunnen worden genoemd: echte tonderzwam, gladharig franjekelkje, roestkleurige borstelzwam, raspzwam, anemonenbekerzwam en platte tonderzwam.

In 1974 werd het aangekocht door de gemeente Bierbeek. Het bos is Europees beschermd als onderdeel van Natura 2000-gebied Valleien van de Winge en de Motte met valleihellingen.
Aan de rand van het bos bevindt zich de Sint-Ermelindiskapel. Ten oosten van het Bruulbos werd de laatste slag van de Tiendaagse Veldtocht geleverd.